# Osman Dan Fodio
Shehu Osman Dan Fodia o Shaihu Usman dan Fodio, nascut Usuman ɓii Foduye, i també esmentat com Shaikh Usman ibn Fodio, Shehu Uthman Dan Fuduye o Shehu Usman dan Fodio, entre d'altres, o, en àrab, xeic Uthman ibn Fudi (àrab: عثمان بن فودي, ʿUṯmān b. Fūdī) (15 de desembre de 1754-20 d'abril de 1817) fou un erudit i religiós fulani musulmà, fundador del Sultanat de Sokoto el 1809. Dan Fodio era d'una classe de fulanis urbanitzats que vivia als estats hausses, al territori que actualment és el nord de Nigèria. Professor de l'escola jurídica maliquita i membre de l'ordre de sufí qadiriyya, vivia a la ciutat estat de Gobir fins al 1802 quan, motivat per les seves idees reformistes i sota la repressió creixent de les autoritats locals, va marxar amb els seus seguidors a l'exili. Aquest exili va iniciar una revolució política i social que es va estendre de Gobir a través de la Nigèria moderna i el Camerun, i es repetia en un moviment de gihad ètnic fulbe a través d'Àfrica occidental. Dan Fodio declinava molta de la pompa de governant, i mentre desenvolupava contactes amb reformistes religiosos i líders gihadistes a través de l'Àfrica, i aviat va passar el lideratge real de l'estat de Sokoto al seu fill, Muhammad Bello.
Dan Fodio va escriure més que cent llibres de religió, govern, cultura i societat. Desenvolupà una crítica de les elits musulmanes africanes per al que veia com la seva cobdícia, paganisme, o violació dels estàndards de la llei islàmica o xaria, i els alts impostos. Fomentava l'alfabetització, incloent-hi a les dones, i unes quantes de les seves filles emergiren com estudioses i escriptores. Els seus escrits i dites es continuen citant avui, i afectuosament és sovint esmentat com a Shehu, a Nigèria. Alguns seguidors consideren que Dan Fodio ha estat un mujàddid, un «reformista de l'islam», inspirat per Déu.
La revolta de Dan Fodio és un episodi essencial dins l'establiment de l'hegemonia fulani als segles xvii, xviii i xix. Va fer el gihad de manera reeixida entre 1650 i 1750, portant a la creació de tres estats islàmics. Al seu torn Shehu inspirava un cert nombre de gihads posterior a l'Àfrica Occidental, incloent-hi els del fundador de Macina (Masina) Seku Amadu, al fundador de l'imperi Tucolor, Al-Hadjdj Umar (que es va casar amb una de les netes de Dan Fodio) i el fundador de l'Emirat d'Adamaua Modibo Adama.

## Formació
Va néixer el 15 de desembre de 1754 a Maratta, prop de Konni, al nord-oest dels estats hausses, a la frontera actual entre Nigèria i Níger. Dan Fodio fou educat en la ciència islàmica clàssica, filosofia i teologia i era un pensador religiós venerat. El seu professor, Jibril ibn Umar, sostenia que era obligació i estava dins del poder de moviments religiosos establir la societat ideal alliberada d'opressió i vici. El seu professor era un musulmà nord-africà alim que donava al seu aprenent una perspectiva més ampla a les idees reformistes musulmanes en altres parts del món musulmà. Dan Fodio va utilitzar la seva influència per assegurar l'aprovació per crear una comunitat religiosa en el seu poble de Degel, que Dan Fodio esperava seria una ciutat modèlica. Es va quedar allà per 20 anys, escrivint, ensenyant i predicant.
El 1802, el governant de Gobir i un dels estudiants de Dan Fodio, Yunfa, es van girar contra ell, i van revocar l'autonomia de Degel i van intentar assassinar Dan Fodio. Aquest i els seus seguidors fugiren als herbassars occidentals de Gudu on es van dedicar a ajudar els nòmades fulani locals. Al seu llibre al-ikhwan Tanbih Sudan d'ala ahwal al (" Pel que fa al Govern del Nostre País i Països Veïns al Sudan") Usman escrivia: "El govern d'un país és el govern del seu rei sens dubte. Si el rei és un musulmà, la seva terra és musulmana; si és un infidel, la seva terra és una terra d'infidels. En aquestes circumstàncies és obligatori que qualsevol marxi a un altre país". Usman va fer exactament això quan va deixar Gobir el 1802. Després d'això, Yunfa es va dirigir a altres líders dels estats dels haussa, advertint-los que Dan Fodio podria provocar una gihad.

## La Guerra Fulani

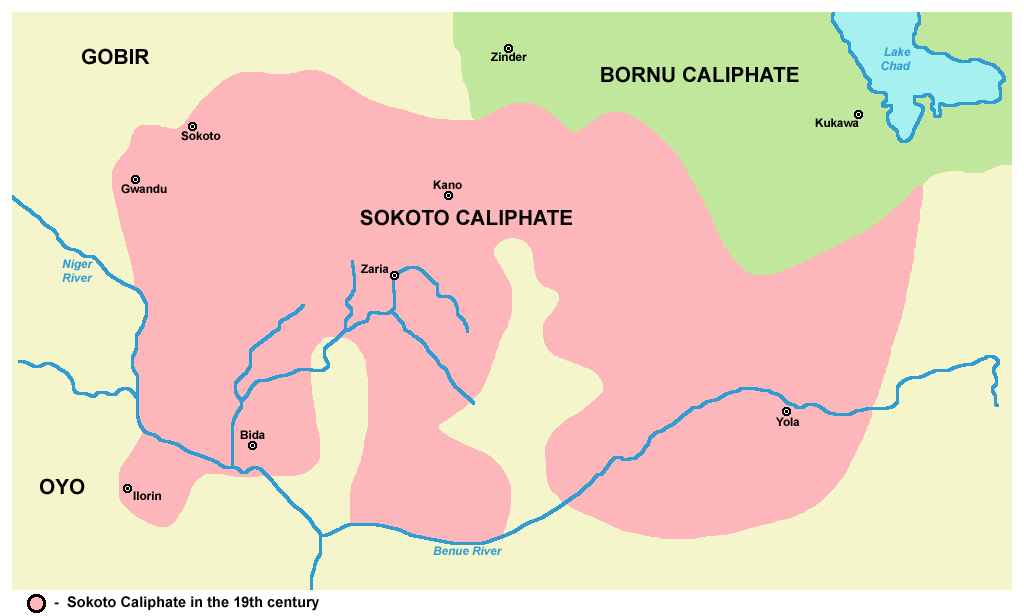
Califat de Sokoto, segle XIX

Usman dan Fodio fou proclamat amir al-muminín o "comandant dels fidels" a Gudu (febrer del 1804). Això el convertia en líder polític a més de religiós, donant-li l'autoritat de declarar i seguir una gihad, alçar un exèrcit i esdevenir el seu comandant. La revolta es va estendre pel país Hausa. Aquesta revolta la feien en gran part els fulanis, que tenia un avantatge militar poderós amb la seva cavalleria. Tenia també ampli suport de la pagesia haussa que se sentia fortament gravada i oprimida pels seus governants. Usuman començà la gihad contra Gobir el 1804.
Les comunicacions dels fulanis durant la guerra es transmetia al llarg de rutes comercials i rius que regaven les valls dels Níger i del riu Benue, així com el delta i les llacunes. La crida a la gihad arribava no solament a altres estats haussa com Kano, Katsina i Zaria sinó també al Bornu, Gombe, Adamaua, Regne Nupe i Ilorin. Aquests eren tots els llocs amb grups més o menys grans de fulanis alims.
Després de només uns quants anys de guerra, Dan Fodio es trobava al capdavant de l'estat més gran a Àfrica, l'Imperi Fulani. El seu fill Muhammad Bello i el seu germà Abdullahi feien la gihad i cuidaven de l'administració. Dan Fodio treballava per establir un govern eficient basat en la llei islàmica. Després de 1811, Osman es retirava i continuava escrivint sobre la conducta correcte dels creients musulmans, repartint el país. Després de la seva mort el 1817, el seu fill, Muhammad Bello, que ja governava el país, succeïa el seu com amir al-muminín i esdevenia el governant del Sultanat de Sokoto (conegut també com a Califat de Sokoto), que era l'estat més gran del sud del Sàhara en aquella època. Al germà d'Osman, Abdullahi, va rebre des del 1812 el govern de Gwandu amb títol d'emir i va estar al càrrec dels emirats occidentals, Regne Nupe i Ilorin. Així, tots els estats hausses, parts de Nupe, Ilorin i les posicions fulanis a Bauchi i Adamawa estaven tots dominats per un sistema polític-religiós únic. Després d'Osman Dan Fodio hi va haver dotze califes o amirs al-muminín, fins a la conquesta britànica al començament del segle xx.

## Impacte Religiós i polític
Molts del fulanis dirigits per Osman Dan Fodio estaven malcontents que els governants dels estats haussa estiguessin barrejant l'Islam amb aspectes de la religió tradicional. Osman va crear un estat teocràtic amb una interpretació més estricta de l'Islam. A Tanbih al-ikhwan ’ala ahwal al-Sudan, escrivia: "Pel que fa als soldans, són indubtablement infidels, tot i que poden professar la religió musulmana, perquè practiquen rituals politeistes i giren a la gent fora del camí de Déu i alcen la bandera del regne mundà al damunt de l'estendard de l'Islam. Tot això és infidelitat segons el consens d'opinions".
A Islam outside the Arab World, David Westerlund escriu: "La gihad creava un estat teocràtic federal, amb una autonomia àmplia per als emirats, que reconeixien l'autoritat espiritual del califa o el soldà de Sokoto.".
Osman encarava en els seus llibres el que veia com els defectes i demèrits dels governants africans no musulmans o nominalment musulmans. Algunes de les acusacions fetes per ell eren la corrupció en diversos nivells de l'administració junt amb la injustícia sobre els drets de la gent corrent. Osman també criticava els impostos pesats i l'obstrucció creada en els negocis i comerç dels estats haussa pel sistema legal.

## Escrits
Usman dan Fodio va escriure uns 480 poemes en àrab, fulbe i haussa.

## Fills
Osman dan Fodio, considerat un sant als darrers anys de la seva vida, va deixar 37 fills de les seves 13 dones (va tenir almenys una concubina). Un dels seus fills va tenir al seu torn 63 fills i una filla 48. Les seves dones vivien com a recluses (cosa habitual en aquell temps). Una filla, Asma, casada amb Gidado (visir de Muhammad Bello), va escriure amb el seu marit un llibre sobre els miracles paterns. Fou Osman Dan Fodio qui va donar als seus partidaris el nom de peuls amb el qual ara són també coneguts, de manera que els que eren fulbes i els que no es casessin entre ells i formessin un nou poble (de fet peul va esdevenir sinònim ètnic de fulbe). El mateix Osman era d'origen torodo i descendent d'emigrants a la vall del Senegal, i s'atribuïa origen en àrabs i fins i tot en jueus (però la descendència del Profeta no la va reclamar en vida sinó que li fou atribuïda després de mort). Fou enterrat a casa seva (segons el costum) que després va esdevenir seu de la Yan Taru o associació de dones musulmanes que anaven a resar a la seva tomba.